# إيلي سيغال
إيلي سيغال (بالإنجليزية: Eli Segal)‏ هو مسير أعمال أمريكي، ولد في 13 يناير 1943، وتوفي في 20 فبراير 2006 بسبب ورم المتوسطة.